# Tres esquinas (tango)
Tres esquinas es un tango cuya letra pertenece a Enrique Cadícamo en tanto que la música es de Ángel D'Agostino y Alfredo Attadia, que fue grabado por  primera vez por D'Agostino con la voz de Ángel Vargas el 24 de julio de 1941 para la discográfica RCA Victor. El título alude al nombre con el que se conocía una zona del barrio de Barracas. 

## Los autores
Enrique Cadícamo (Luján, Provincia de Buenos Aires, 15 de julio de 1900 - 3 de diciembre de 1999) fue un poeta, autor de la letra de numerosos tangos, algunos de los cuales son considerados clásicos del género. Muy conocedor de la poesía de todos los tiempos, supo cantarle a los distintos aspectos de la vida y tanto el lunfardo como la poesía de alto vuelo. Entre sus obras se destacan, entre otros, Los mareados, Anclao en París, Nostalgias, Muñeca Brava y Shusheta.
Ángel D'Agostino  (Buenos Aires, 25 de mayo de 1900 - 16 de enero de 1991) fue un pianista, director de orquesta y compositor de tango.
Alfredo Attadia  ( San Andrés, partido de San Martín, provincia de Buenos Aires, Argentina, 9 de enero de 1914 – Caracas Venezuela, 30 de enero de 1982) fue un bandoneonista, compositor y director de orquesta que tenía el apodo de El Bandoneón de Oro. Excelente bandoneonista, notable fraseador milonguero, que tuvo especial lucimiento en las variaciones que realizó en el tango Tres esquinas. Otros de sus mayores éxitos como compositor fueron El Yacaré, con versos de Mario Soto; Hay que vivirla compadre y El cocherito, con Santiago Adamini.

## El barrio de Tres esquinas
El nombre del tango proviene de la denominación no oficial con la que se conocía el barrio que tenía su epicentro en la actual esquina de las avenidas Montes de Oca y Osvaldo Cruz; Tres Esquinas era el nombre de una estación del antiguo ferrocarril que, desde 1865, pasaba por aquella zona hacia la provincia de Buenos Aires hasta 1910 en que cambió su recorrido; el edificio de la estación fue demolida en junio de 1955.
En Tres Esquinas existía un bar con ese nombre, que luego fue cambiado por “Cabo Fels” en homenaje al aviador Pablo Teodoro Fels.Era una zona donde abundaban los talleres –de ahí las “pibas de delantal” que eran las jóvenes fabriqueras. Oficialmente Tres Esquinas se encuentra dentro del barrio de Barracas. 

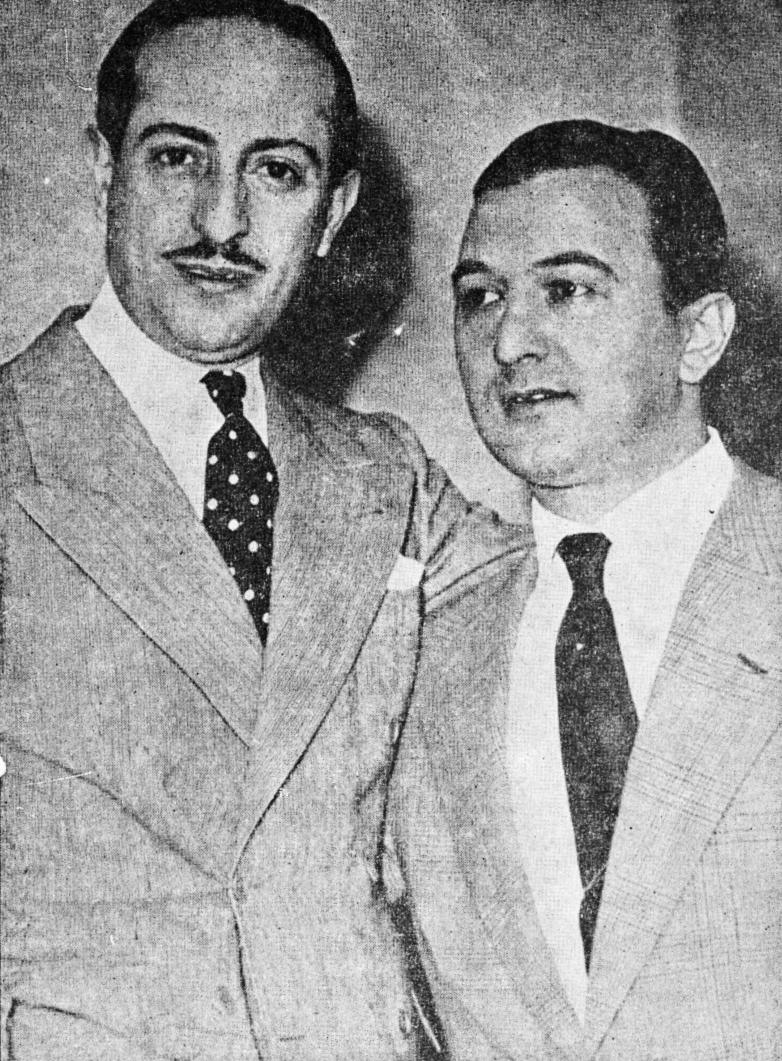
Ángel D’Agostino y Ángel Vargas

## Historia
En la década de 1920 cuando D’Agostino trabajaba en el Teatro Nacional con la compañía Arata-Simari-Franco representando el sainete Armenonville, de Enrique García Velloso compuso el tango –sin letra- que tituló Pobre piba ya que la obra se refería a historias del cabaré y de las chicas que allí trabajaban. Terminada la temporada de la obra, su autor dejó el tango archivado hasta que a comienzos de la década de 1940 después de la función que daba en la boite Chez Nous lo recordó y se puso a tocarlo con la idea de rejuvenecerlo y a continuación le ofreció a Cadícamo, que estaba presente, que le pusiera letra. El poeta se lo llevó, le trajo una letra y D’Agostino comenzó a ensayarlo con la voz de  Angelito Vargas. Iban bien encaminados pero no terminaba de satisfacer al director hasta que en una de esas a Vargas se le ocurre recitar el comienzo de la segunda parte: 
Soy de ese barrio de humilde rango,
yo soy el tango sentimental...
Para luego continuar cantando:
Soy de ese barrio que toma mate
bajo la sombra que da el parral....
Ahí sí, con ese paréntesis que acortaba el parlamento cantado, esa parte quedó ajustada. Para el final de la segunda parte D’Agostino había compuesto una melodía con el piano, pero tampoco terminaba de conformarlo. En un intervalo del ensayo, el arreglista y primer bandoneonista Alfredo Attadia, que había estado trabajando el tema se puso a tocar unos acordes que entusiasmaron al director. En esta forma, cuando Ángel Vargas finaliza de cantar la segunda parte:
quemé en los ojos de una maleva
la ardiente ceba de mi pasión...
el bandoneón hace un solo maravilloso al que sigue la entrada del violín y luego del piano, antes que vuelva Vargas con el final.